# Johnny Quick
Johnny Quick es el nombre de dos personajes ficticios de DC Comics ambos velocistas el primero un héroe de la edad de oro y el segundo un supervillano quien realizaba apariciones en More Fun Comics, el segundo una versión malvada de Flash, que proviene de Tierra-Tres, aparece sobre todo durante la Edad de Plata. Hizo una aparición en New 52.

## Johnny Quick en New 52
En la continuidad ficticia de The New 52, Johnny Quick es uno de los miembros del sindicato del crimen proveniente de la Tierra-3 en la conclusión de la "Trinity War". Johnny Quick, conocido como Jonathan Allen en la Tierra-3, trabaja con Rhonda Pineda como ladrones y asesinos. Una noche, después de matar a dos policías, "Johnny y Rhonnie", como se les conoce, terminan acorralados en el techo de los laboratorios STAR durante una tormenta. Un rayo golpea un satélite, electrocutando a Johnny, lo que le hace ganar sus poderes, mientras que Rhonda también gana los suyos al caer en el laboratorio cerca del trabajo atómico de Ray Palmer.
Durante Forever Evil, Johnny Quick invade Iron Heights Penitentiary y libera a sus presos en el momento en que los delincuentes estaban a punto de liberar a Trickster. Cuando el equipo de Lex Luthor se infiltra en la Watchtower ( que se encuentra caída), Johnny Quick se une en la lucha en contra de ellos donde el Capitán Frío utiliza su arma de congelación para congelar la pierna de Johnny Quick y después se la quiebra. Cuando Alexander Luthor se libera y se convierte en Mazahs, mata a Johnny Quick y roba sus poderes.

## Poderes
La versión en el Sindicato del Crimen de Johnny Quick posee las mismas capacidades que Flash.